# Amiel Sternberg

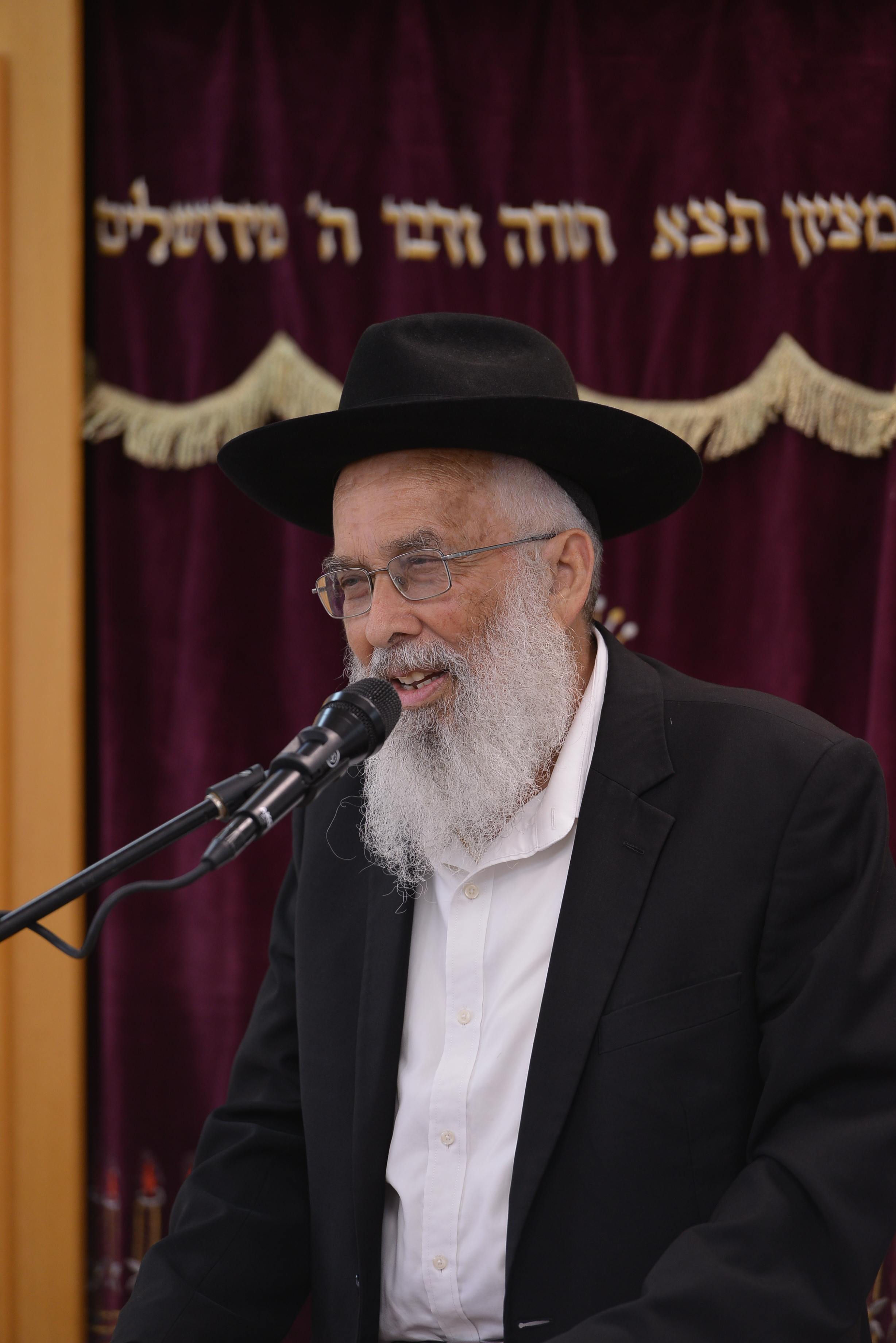
Amiel Sternberg (2023)

Amiel Sternberg (hebräisch עמיאל שטרנברג; * 1948 in Kfar Pines, Bezirk Haifa) ist ein israelischer Rabbiner und bedeutender Rosh Yeshiva (Leiter) der religiös-zionistischen Jeschiwa Har Hamor in Jerusalem.
Har Hamor wurde 1997 als Abspaltung von der Jeschiwa Mercaz HaRav gegründet, initiiert von Rabbi Zvi Thau und weiteren Rabbinern, darunter die Sternberg-Brüder. Die Jeschiwa steht für eine besonders konservative, streng-traditionalistische Ausrichtung innerhalb des religiösen Zionismus, auch als „Chardal“ (haredi-nationalistisch) bezeichnet. Sie legt großen Wert auf eine Tora-Ausbildung, die sich bewusst von modernen akademischen Einflüssen abgrenzt und eine „reine“ Halacha-Lehre verfolgt.
Rabbi Amiel Sternberg gilt als einer der wichtigsten Schüler von Rabbi Zvi Yehuda Kook und prägt die Ausrichtung der Jeschiwa maßgeblich. Sein Führungsstil und seine Lehren betonen eine strenge, metaphysisch orientierte Torah-Haltung, die sich von klassischem Religiösem Zionismus unterscheidet. Er wird als Vertreter einer Haltung beschrieben, die die Torah als unveränderliches, reines Prinzip sieht, dem sich die Realität unterzuordnen hat.